# عبد الحميد حمداني
عبد الحميد حمداني، سياسي جزائري، عينه الرئيس عبد المجيد تبون وزيرا للفلاحة والتنمية الريفية بتاريخ 23 يونيو 2020 خلفا لشريف عماري.